# Vernonia sericea
Vernonia sericea là một loài thực vật có hoa trong họ Cúc. Loài này được Rich. miêu tả khoa học đầu tiên năm 1792.